# Беляев (Ростовская область)
Беляе́в — хутор в Морозовском районе Ростовской области.
Входит в состав Широко-Атамановского сельского поселения.

## Население
| 2010 |
| ---- |
| 390  |

## Улицы
| - пер. Восточный, - ул. Дружбы, - ул. Мира, - ул. Молодёжная, | - ул. Степная, - ул. Студенческая, - ул. Центральная, - ул. Чумакова. |

## Инфраструктура
На хуторе действует пожарная часть.